# Грађански фронт Србије
Грађански фронт је опозициона политичка коалиција у Србији која је настала удруживањем више локалних покрета из различитих градова широм земље. 
Чланице Грађанског фронта су:
Не давимо Београд, Покрет слободних станара Ниш, Локални фронт Краљево, Локални фронт Ваљево, Грађански фронт Власотинце, Само јако Младеновац, Критична маса Кула, Локална алтернатива   Врбас, Покрет јасно и гласно Пожаревац, Иницијатива за Пожегу, Грађански преокрет Зрењанин, Само локално Бечеј, Без страха Апатин.